# Avstrijska hokejska reprezentanca
Avstrijska hokejska reprezentanca je bila v prvi polovici dvajsetega stoletja ena boljših reprezentanc na svetu, v zadnjih desetletjih pa je na robu elitne skupine svetovnega hokeja. Na Olimpijskih igrah je v dvanajstih nastopih kot najboljšo uvrstitev dosegla peto mesto, na Svetovnih prvenstvih pa je osvojila dve srebrni medalji v 64-ih nastopih. 